# The Shakers
The Shakers var en svensk pop-/rockgrupp bildad i Göteborg 1962, med namnet Rangers, men bytte 1964 namn till The Shakers, sedan ett tidigare band med samma namn hade upphört, som bestod av Tommy Rander (sång), Roger Löfwendahl (gitarr), Bo Börjesson (trummor) och Kjell Andersson, kallad "Ploppen". Våren 1965 slutade Roger och ersattes av Göran Andersson. I september samma år ersattes han i sin tur av Conny Örling och Juri Wiik, medan Rander släppte gitarren på scen och blev renodlad sångare. I maj 1966 ersattes "Ploppen" Andersson av Glenn Fahlman. Bandets debutsingel, en stökig cover på Chuck Berrys "Too Much Monkey Business" blev en hit i Sverige 1965, och nådde som bäst en fjärdeplacering på Tio i topp. 1966 kom deras andra och sista Tio i topp-hit med "All I Want Is My Baby", den nådde som bäst en femteplats. Under åren 1964–68 gjorde bandet över 700 spelningar. Den 27 augusti 2011 framträdde man på Rondo i Göteborg, där det firades 45 år för Cue Club.